# تری‌متیل فسفیت
تری‌متیل فسفیت (به انگلیسی: Trimethyl phosphite) با فرمول شیمیایی C۳H۹O۳P یک ترکیب شیمیایی با شناسه پاب‌کم ۸۴۷۲ است. که جرم مولی آن ۱۲۴٫۰۸ می‌باشد. شکل ظاهری این ترکیب، مایع بی‌رنگ است.